# Harder to Breathe
Harder to Breathe is de debuutsingle van de Amerikaanse band Maroon 5, uit 2004. Het is afkomstig van hun debuutalbum Songs About Jane.
Het nummer gaat over een vroegere relatie van zanger Adam Levine. De debuutsingle van Maroon 5 werd meteen een hit in hun thuisland de Verenigde Staten, waar het de 18e positie behaalde in de Billboard Hot 100. Ook in Oceanië en sommige Europese landen werd het nummer een bescheiden hitje. In Nederland pikte het radiostation 3FM het nummer meteen op, maar met een 2e positie in de Tipparade werd "Harder to Breathe" in Nederland niet de hit die Maroon 5 voor ogen had. Opvolger "This Love" werd daarentegen een wereldwijde monsterhit.